# Eloísa Vigo
Eloísa Vigo (Valencia, España; ? - Buenos Aires, Argentina; 4 de febrero de 1980) fue una actriz de teatro y cine española.

## Carrera
Vigo fue una prestigiosa actriz de carácter genérica del teatro español y argentino a comienzos del siglo XX. Junto a su esposo José Cañizares integraron el personal de la Compañía española de Margarita Xirgu-Rivas Cherif entre 1930 y 1932. El elenco de la compañía también estaba conformada por Josefina Santalaura, Pascuala Mesa, María Roca, María Roca, Luisita Sanchís, Mimí Muñoz, Matilde Fernández, Alfonso Muñoz, Alberto Contreras, Alejandro Maximino, Pedro López Lagar, Fernando Porredón, Miguel Pastor Mata, Miguel Ortín y Enrique Álvarez Diosdado. Juntos interpretaron obras de numerosos clásicos españoles y extranjeros, fundamentalmente Lorca, Lopez de Vega y Calderón 
En 1937 se asientan en Argentina actuando en Rosario, provincia de Santa Fe, en el desaparecido Teatro Colón, de Corrientes y Urquiza. Su relación de antecesores con el teatro se remonta a comienzos del año 1676.
En 1938 trabajó como actriz de reparto en la película argentina Bodas de sangre bajo la dirección de Edmundo Guibourg, con un elenco español Margarita Xirgu, Pedro López Lagar, Enrique Diosdado, Amalia Sánchez Ariño, Amelia de la Torre y Helena Cortesina.
En 1943 fue aclamada por el público por su actuación en teatro junto al actor Ernesto Vilches.
Su hija, la primera actriz Eloísa Cañizares (1923-2002), tuvo una sobresaliente carrera en el país. Falleció el 4 de febrero de 1980 por causas naturales.

## Filmografía
- 1938: Bodas de sangre.

## Teatro
- 1929: Vidas cruzadas
- 1930: La calle
- 1934: Ni al amor ni al mar
- 1935: Bodas de sangre
- 1935: Doña Rosita la soltera.
- 1937: Yerma
- 1950: Gringalet